# 達人王
『達人王』（たつじんおう）は、東亜プランが開発し、1992年6月に発売された業務用の縦スクロールシューティングゲームである。販売はタイトーが担当した。キャッチコピーは「達人を越えて王となれ」。
各ステージ構成が長く高難易度で知られており、「初心者お断り」な仕上がりは当時の高難易度シューティングの到達点とも言え、1周目でもノーミスクリアや1コインクリアはおろか、ただクリアするだけでも非常に難しいものであった。
日本国外版でのタイトルは『TRUXTON II』で、難易度が下げられている。日本国内版と基板は共通であり、基板上のジャンパで判別している。

## 概要
全6面で、クリアすると次周回へループする。2周目で敵弾速度、弾幕密度、敵の耐久力が上昇する（それ以降は変化なし）。
自機当たり判定が見た目通りに大きい一方で敵の耐久力が高く、高速で自機をどこまでも追尾する敵編隊から取り囲むように放たれる敵弾幕が特徴。1人プレイではミスすると、最後に通過した復活ポイントまで戻される戻り復活を採用している。それにより、一周クリアする場合は1度ミスした時に打開する知識と技術が求められ、後半面では復活パターンの構築が必須となる。また、短いステージでもクリアまでに7、8分かかるなど、1ステージあたりの時間が長いことでも知られ、集中力の持続も要する。
2人同時プレイ可能で、途中参加もできるが、片方の残機が無くなった状態で2機同時に画面からいなくなると、もう片方の残機が残っていても戻り復活となる。

### 操作およびアイテム
8方向レバーとAボタンでショット、Bボタンでボンバーという、いわゆる「達人系シューティング」のオーソドックスなシステム。4番目のボタン（JAMMAハーネスは本来3ボタンしか使えないが、MVSなどで4ボタン使えるように25番をハンダ付けで拡張したハーネスを使う）に結線すると「早送り」ができる裏技がある（ボスを次の面に連れて行ったり、画面がバグったり、あまり実用性がないが、アストロシティミニV版の移植では「Cボタン」として実装されている）。また、ショットはソフト側で連射が標準装備されている。
パワーアップアイテムは次の3種類となっており、取得すると自機の横にオプションが付きアイテムの種類に対応したショットがオプションから放たれる。
- 赤：最大全方位6方向へのナパームショット。獲得・パワーアップするごとに斜め前、真横、斜め後ろに、一定距離または着弾で貫通かつ持続的な爆発が発生するショットを打つ。
- 青：ホーミングレーザー。直線状にレーザーを撃ち、自動的に敵をサーチする。
- 緑：ワイドショット。獲得・パワーアップするごとに、正面一発、各オプションの外側に対して扇状に放つ5WAYショットに範囲が広がる。

前作『TATSUJIN』とはスピードアップやパワーアップ系統が3種類ある点、ボムなどは共通する。ただし前作で強力だったホーミングレーザーが敵の耐久力向上により使い勝手が悪くなり、逆に爆風でダメージを与えられるナパームショットが頼りになるなど多くの点で別路線のゲームに仕上がっている。自機のパワーアップは前作と異なり同色の武器アイテムを1個取るだけでパワーアップする。
ボンバーは『TATSUJIN』と同じく、ドクロの顔が付いた「達人ボム」を搭載。本作の爆発のドットを打ったグラフィッカーの香川によると「たこ焼きボム」とのこと。無敵効果はないのでボム発動中に雑魚にやられることもある。中型機以上の雑魚はボム1発では倒せないほど硬い。
5面に『ゼロウィング』のピピル星人が登場し、アイテムをばらまく。ピピル星人は東亜プランのマスコット的なキャラクターで、インストカードにも登場する。

### その他の事項
音声出力はモノラルだが、プログラム的にはステレオで収録されており、2011年11月発売の『東亜プラン シューティング クロニクル』ではステレオサウンドを聴ける。
『ゲーメスト』の1999年3月30日号で1000万点が達成された。到達面は8周目の2面。『グラディウスIV』の1000万点や『はちゃめちゃファイター』の1億点といった困難とされている記録もともに2年足らずで成し遂げられており、ループゲームでトッププレイヤーが1000万点達成までに8年も掛かっていることが高難度の証左でもある。

## 移植
- FM TOWNS - 開発はビング。ハードの仕様により画面の比率が異なっていたり、多重スクロールがカットされていたりするがオリジナルにほぼ忠実な移植がなされている。2人同時プレイも可能。
- アストロシティミニ V - 縦画面による初移植。2022年7月28日発売。
- PC (Windows / macOS / Linux)版 - 2024年4月8日発売[2]。開発はBitwave Games[2]。リリース当初はBGMに問題があったが、パッチリリースにより改善されている。
- iOS / Android版 (Amusement Arcade TOAPLAN) - 2024年11月26日発売。開発は株式会社TATSUJIN。アーケード版の移植。東亜プラン制作のゲーム25本をカップリング。
- Nintendo Switch / PlayStation 4 / PlayStation 5 / Xbox Series X/S版 (『東亜プラン アーケードコレクション VOL 2』) - 2025年8月28日発売[4]。アーケード版の移植[4]。オムニバスの内の一本で、PCで展開されている『Toaplan Arcade Collection』の家庭用移植版となっている[4]。開発元はBitwave Games、日本における販売元はシティコネクション[4]。